# Trichoclinocera ctenistes
Trichoclinocera ctenistes är en tvåvingeart som först beskrevs av Axel Leonard Melander 1927.  Trichoclinocera ctenistes ingår i släktet Trichoclinocera och familjen dansflugor.
Artens utbredningsområde är Maine. Inga underarter finns listade i Catalogue of Life.